# György Piller
George Piller (György Jekelfalussy-Piller) (19 de junho de 1899 – 6 de setembro de 1960) foi um esgrimista húngaro que participou dos Jogos Olímpicos de 1928 e de 1932, sob a bandeira da Hungria.